# Rıza Tevfik Bölükbaşı
Rıza Tevfik Bölükbaşı (Mustafapaşa, Imperi Otomà, 1869 - Istanbul, Turquia, 1949) fou un polític, acadèmic i filòsof turc.
Va ser el primer escriptor turc que va publicar un article sobre danses folklòriques, l'any 1900. El seu estil folklòric i nacionalisme han influenciat a la poesia de Halide Nusret Zorlutuna, una escriptora dels anys republicans a Turquia.